# Diracova rovnice
Diracova rovnice je kvantová relativistická rovnice, popisující chování hmotných částic se spinem ½. Popisuje například chování elektronu – to bylo Diracovou motivací k sestavení rovnice.

## Kovariantní zápis rovnice
Diracova rovnice je diferenciální rovnice prvního řádu pro vlnovou funkci ψ(x). Na rozdíl od nerelativistické kvantové mechaniky ovšem vlnová funkce není komplexní funkce, ale čtyřkomponentní objekt obvykle nazývaný spinor.
{\displaystyle \left(i\hbar c\,\sum _{\mu =0}^{3}\;\gamma ^{\mu }\,\partial _{\mu }-mc^{2}\right)\psi =0}
V rovnici vystupuje
- m – klidová hmotnost částice (relativistický invariant)
- c – rychlost světla
- {\displaystyle \hbar } – redukovaná Planckova konstanta

V teoretických úvahách se často užívají přirozené soustavy jednotek, kde c=1 a {\displaystyle \hbar =1}
- {\displaystyle \partial _{\mu }} – parciální derivace podle souřadnice, μ je běžný relativistický index, v jedné z běžných konvencí konvenci může např. 0 indexovat časovou souřadnici a 1, 2, 3 prostorové
- {\displaystyle \gamma ^{\mu }} – Diracovy γ matice

Diracovy matice jsou komplexní 4×4 matice, splňující antikomutační relace
{\displaystyle \left\{\gamma ^{\mu },\gamma ^{\nu }\right\}=\gamma ^{\mu }\gamma ^{\nu }+\gamma ^{\mu }\gamma ^{\nu }=2g^{\mu \nu }\cdot I}
kde g je metrika (speciálně relativistická, tedy plochého prostoročasu, s volbou signatury (+, −, −, −)). Tyto relace definují Cliffordovu algebru zvanou Diracova algebra. Obvykle se volí matice
{\displaystyle \gamma ^{0}={\begin{pmatrix}I&0\\0&-I\end{pmatrix}}}, {\displaystyle \gamma ^{i}={\begin{pmatrix}0&\sigma _{i}\\-\sigma _{i}&0\end{pmatrix}}}
které tvoří takzvanou standardní reprezentaci. Je dokázáno, že jiné volby splňující definující relace se liší jen podobnostní transformací, σ jsou Pauliho matice.

## Uhodnutí rovnice a porovnání s Schrödingerovou rovnicí
Uvažme Schrödingerovu rovnici
{\displaystyle H\left|\psi (t)\right\rangle =i\hbar {d \over dt}\left|\psi (t)\right\rangle }
V nerelativistické mechanice Hamiltonián odpovídá nerelativistickému výrazu pro kinetickou energii volné částice
{\displaystyle H=\sum _{j=1}^{3}{\frac {p_{j}^{2}}{2m}}}
V relativistické mechanice je výraz pro energii komplikovanější
{\displaystyle E={\sqrt {(mc^{2})^{2}+\sum _{j=1}^{3}(p_{j}c)^{2}}}}
a není jasné, jak výrazu s odmocninou přiřadit v kvantové mechanice operátor. (Nadále užíváme obvyklou relativistickou volbu jednotek, kde c=1 a {\displaystyle \hbar =1}.)
Uhodneme vhodný přístup
{\displaystyle m^{2}+\sum _{j=1}^{3}(p_{j})^{2}=\left(\alpha _{0}m^{2}+\sum _{j=1}^{3}\alpha _{j}p_{j}\,\right)^{2}},
kde α jsou konstanty zatím neznámé povahy. Roznásobením, aby rovnice platila, získáme pro tyto α antikomutační relace
{\displaystyle \left\{\alpha _{\mu },\alpha _{\nu }\right\}=2\delta _{\mu \nu }\cdot }
Ukazuje se, že nejjednodušší objekty, pro které je možné relaci splnit, jsou matice 4×4. Vyhovující sadu matic Dirac našel (dnes se označuje jako Diracova reprezentace):
{\displaystyle \alpha ^{0}={\begin{pmatrix}I&0\\0&-I\end{pmatrix}}},
{\displaystyle \alpha ^{i}={\begin{pmatrix}0&\sigma _{i}\\\sigma _{i}&0\end{pmatrix}}}
Tím získáme vhodný relativistický Hamiltonián
{\displaystyle H=\alpha _{0}m+\sum _{j=1}^{3}\alpha _{j}p_{j}}
a Diracovu rovnici ve tvaru, který připomíná Schrödingerovou rovnici.
{\displaystyle \left(\alpha _{0}m+\sum _{j=1}^{3}\alpha _{j}p_{j}\,\right)\psi (\mathbf {x} ,t)=i{\frac {\partial \psi }{\partial t}}(\mathbf {x} ,t)}.
K převodu mezi tvary stačí dosadit za operátor hybnosti v souřadnicové reprezentaci
{\displaystyle \mathbf {p} \psi (\mathbf {x} ,t)=-i\nabla \psi (\mathbf {x} ,t)}
vynásobit obě strany α0. Výsledkem je už uvedený relativistický zápis rovnice a vztah mezi γ a α maticemi.
{\displaystyle \gamma ^{0}\equiv \alpha _{0},\quad \gamma ^{j}\equiv \alpha _{0}\alpha _{j}}

## Zápis ve Feynmanově „slash“ notaci
Definujeme „přeškrtnutí“ (angl. a běžně i v českém prostředí „slash“ nebo jako „Feynmanův symbol“) jako
{\displaystyle a\!\!\!/\leftrightarrow \sum _{\mu }\gamma ^{\mu }a_{\mu }}
Diracovu rovnici lze v této Feynmanově notaci zapsat ve tvaru
{\displaystyle (i\hbar c\,\partial \!\!\!/-mc^{2})\psi =0\,,}
kde {\displaystyle c} je rychlost světla ve vakuu a {\displaystyle \hbar } je Planckova konstanta. S relativistickou volbou jednotek ({\displaystyle \hbar =c=1}) pak obdržíme zvláště úsporný zápis
{\displaystyle (i\,\partial \!\!\!/-m)\psi =0\,.}